# Datangping (sockenhuvudort i Kina, Jiangxi Sheng, lat 28,99, long 115,90)
Datangping är en sockenhuvudort i Kina. Den ligger i provinsen Jiangxi, i den sydöstra delen av landet, omkring 35 kilometer norr om provinshuvudstaden Nanchang. Antalet invånare är 17 892. Befolkningen består av 8 745 kvinnor och 9 147 män. Barn under 15 år utgör 25,0 %, vuxna 15-64 år 63 %, och äldre över 65 år 11,0 %.
Runt Datangping är det tätbefolkat, med 356 invånare per kvadratkilometer. Närmaste större samhälle är Qiaoshe, 17,8 km söder om Datangping. Trakten runt Datangping består till största delen av jordbruksmark.
Genomsnittlig årsnederbörd är 2 096 millimeter. Den regnigaste månaden är juni, med i genomsnitt 340 mm nederbörd, och den torraste är oktober, med 36 mm nederbörd.